# Penicillium nalgiovense
Penicillium nalgiovense ist eine anamorphe Art der Gattung Penicillium mit lipolytischer und proteolytischer Aktivität, die erstmals aus Ellischauer Käse isoliert wurde. Diese Art produziert Dichlorodiaportin, Diaportinol und Diaportinsäure. Penicillium nalgiovense wird für die Reifung bestimmter fermentierter Salamisorten und Schinken verwendet. Dabei schützt es das Fleisch vor der Besiedlung durch andere Schimmelpilze und Bakterien.